# 고송정지
고송정지(枯松亭址)는 대한민국 경기도 안산시 단원구 화정동에 있는, 조선시대 순조 27년(1827)에 김처일이 그의 9대조인 김충주를 애도하여 지은 고송정이라는 정자가 있던 자리이다. 1987년 2월 12일 경기도의 기념물 제101호로 지정되었다.

## 개요
조선시대 순조 27년(1827)에 김처일이 그의 9대조인 김충주를 애도하여 지은 고송정이라는 정자가 있던 자리이다.
김충주는 할아버지와 아버지가 단종복위운동에 참여했다가 죽음을 당하자 밤중에 도성을 도망하여 여러 곳을 돌아다니다가 화정동에 숨어살면서 평생 고기와 술을 먹지 않고 베옷에 평민들이 쓰던 모자를 쓰고 다녔다고 한다. 단종에 대한 충성이 약해질 때마다 단종의 묘가 있는 영월을 바라보면서 통곡하였으며, 할아버지와 아버지가 비명에 숨진 것을 애통하게 여겨 흘린 눈물에 소나무가 말라죽었다고 전하고 있다. 풀을 엮어 집을 짓고 숯을 구워 파는 것을 직업으로 삼으며 스스로를 숯굽는 노인<탄옹(炭翁)>이라 했다하여 고송정터를 탄옹고터라고도 한다.
정자는 앞면 2칸·옆면 2칸 규모로, 지붕은 옆면에서 볼 때 여덟 팔(八)자 모양인 팔작지붕이다. 정자 왼쪽에는 ‘탄옹고지’라고 새긴 바위가 있으며, 고송정 오른쪽으로 올라가면 그가 단종을 그리며 울던 망월암(望越巖)이라는 바위가 있다.

## 참고 문헌
- 고송정지(탄옹고지) - 국가유산청 국가유산포털